# Кольба Анастасія Андріївна
Анастасі́я Андрі́ївна Ко́льба (нар. 6 листопада 1995, Тернопіль) — українська шахістка. Кандидат у майстри спорту України. 
Її рейтинг станом на лютий 2016 року — 1964 (1738-е місце у світі, 61-е — серед шахісток України).

## Життєпис
Навчалася в СШ № 3 у м. Тернопіль.

## Спортивні досягнення
- Чемпіонка України з класичних шахів серед дівчат до 14 років (2009, Краматорськ),
- Чемпіонка України з класичних шахів серед дівчат до 12 років (2007) Краматорськ),
- Срібна призерка чемпіонату України серед юніорок (2007, швидкі шахи),
- володар Кубка світу з розв'язування шахових композицій серед дівчат віком до 14 років у програмі Чемпіонату світу (2007, Анталія, Туреччина),
- 2 місце в чемпіонаті України зі швидких шахів серед дівчат до 14 років (2009, Євпаторія)[1],
- 3 місце у фіналі чемпіонату України з класичних шахів до 16 років (2009, Одеса),
- учасниця чемпіонату Європи з шахів серед юніорок (Хорватія (2007),
- переможниця Всеукраїнських змагань «Біла тура» (особистий залік), всеукраїнських та міжнародних турнірів.